# الغبره (دیر الزور)
الغبره (به عربی: الغبرة) یک منطقهٔ مسکونی در سوریه است که در استان دیر الزور واقع شده‌است. الغبره ۹٬۷۴۸ نفر جمعیت دارد.